# Štitáre
Štitáre jsou obec na Slovensku, v okrese Nitra v Nitranském kraji. Žije v nich přibližně 1 300 obyvatel.

## Historie
První písemná zmínka o obci pochází z roku 1113, kde je uvedena jako Sitar, později jako Chithar, v roce 1773 jako Csitar, v roce 1920 jako Čitáry, v roce 1948 jako Dolné Štitáre.
V roce 1348 byla majetkem rodu Jelenců a pak dalších panství. V roce 1576 byla vypálena Turky. V roce 1715 měla devatenáct domácností a vinice, v roce 1787 žilo 380 obyvatel v 50 domech, v roce 1828 v 56 domech žilo 396 obyvatel. Hlavní obživou bylo zemědělství.

## Přírodní poměry
Obec leží na severozápadní části Požitavské pahorkatiny na jihovýchodním úpatí Tribeče v horní části údolí potoka Kadaň. Nadmořská výška odlesněného území se pohybuje v rozmezí 210 až 619 metrů, střed obce je ve výšce 240 metrů. Sprašová pahorkatina je tvořena třetihorními usazeninami, vrchovina je tvořena druhohorními horninami. Zemědělskou půdu tvoří rendziny, lesní hnědozem a hnědozem. Do správního území obce zasahuje část přírodní rezervace Žibrica.

## Pamětihodnosti
- V obci se nachází římskokatolický klasicistní svatého Emericha, který byl postaven na místě kaple z roku 1450.
- Kaple z roku 1800